# مطار ساليما
مطار ساليما (إياتا: LMB، إيكاو: FWSM) هو مطارٌ يخدم مدينة ساليما [الإنجليزية]، في مالاوي.